# Burn (Ellie Goulding)
Burn è un singolo della cantautrice britannica Ellie Goulding, pubblicato il 5 luglio 2013 come primo estratto dalla riedizione del secondo album in studio Halcyon Days.

## Descrizione
Il brano è stato scritto da Ryan Tedder (leader degli OneRepublic), dalla stessa Goulding, Noel Zancanella, Brent Kutzle e Greg Kurstin mentre la produzione fu affidata solo a quest'ultimo (Tedder si occupò della produzione vocale).
Al momento della pubblicazione, Burn fu accolta con responsi diversi dai critici musicali: chi diceva fosse orecchiabile e notava che era molto radiofonica rispetto ai precedenti lavori, mentre altri la definirono molto banale. La canzone regalò alla Goulding la sua prima numero uno nella Official Singles Chart, vendendo 116,857 copie solo nella sua prima settimana e rimase al top per tre settimane consecutive. La canzone ha ottenuto un grande successo internazionale raggiungendo la prima posizione in Italia, Scozia, Slovacchia e Ungheria; la top 10 in Australia, Austria, Belgio, Germania, Irlanda, Nuova Zelanda e Svizzera e la tredicesima posizione nella classifica americana.

## Video musicale
Il video musicale, diretto da Mike Sharpe, raffigura la Goulding felice cantando e ballando con i suoi amici. Ellie cantò la canzone in alcuni show di successo come The X Factor (anche nella versione italiana), The Ellen DeGeneres Show, The Voice e David Letterman Show. "Burn" fu nominata come Miglior Singolo Britannico dell'anno e come Miglior Video ai BRIT Awards 2014.
Il video ha ottenuto un grande successo su YouTube, infatti il 16 dicembre 2016 ha raggiunto il traguardo del miliardo di visualizzazioni.

## Tracce
Download digitale
1. Burn – 3:48 (Ellie Goulding, Greg Kurstin, Brent Kutzle, Ryan Tedder, Noel Zancanella)

## Classifiche

### Classifiche settimanali
| Classifica (2013-14) | Posizione massima |
| -------------------- | ----------------- |
| Australia            | 6                 |
| Austria              | 4                 |
| Belgio (Fiandre)     | 3                 |
| Belgio (Vallonia)    | 8                 |
| Canada               | 14                |
| Danimarca            | 15                |
| Finlandia            | 4                 |
| Francia              | 9                 |
| Germania             | 4                 |
| Irlanda              | 2                 |
| Italia               | 1                 |
| Libano               | 3                 |
| Norvegia             | 2                 |
| Nuova Zelanda        | 7                 |
| Paesi Bassi          | 12                |
| Polonia              | 3                 |
| Regno Unito          | 1                 |
| Repubblica Ceca      | 3                 |
| Slovacchia           | 50                |
| Slovenia             | 16                |
| Spagna               | 10                |
| Stati Uniti          | 13                |
| Svezia               | 3                 |
| Svizzera             | 5                 |

### Classifiche di fine anno
| Classifica (2013) | Posizione |
| ----------------- | --------- |
| Australia         | 34        |
| Belgio (Fiandre)  | 29        |
| Belgio (Vallonia) | 56        |
| Francia           | 72        |
| Germania          | 44        |
| Paesi Bassi       | 30        |
| Regno Unito       | 15        |
| Russia            | 64        |
| Svizzera          | 43        |

## Altre versioni
Inizialmente il singolo doveva far parte dell'album Glassheart di Leona Lewis, ma poi è stato scartato dalla tracklist finale. Tuttavia, è possibile ascoltare su YouTube una versione demo del singolo cantato dalla Lewis.